# Shaukat Aziz
Shaukat Aziz (6 de marzo de 1949) fue primer ministro de Pakistán entre 2004 y 2007. Fue nominado ministro de Finanzas en 1999 ha sido el único primer ministro en mantener su cargo por todo su período.

## Biografía
Estudió en la St Patrick's High School de Karachi, y obtuvo su título de grado en ciencias en el Gordon College de Rawalpindi, en 1967. En 1969 obtuvo su MBA y empezó a trabajar en el Citibank, incluyendo filiales y bancos asociados en otros países, también trabajó en organizaciones no gubernamentales.